# Людська комедія

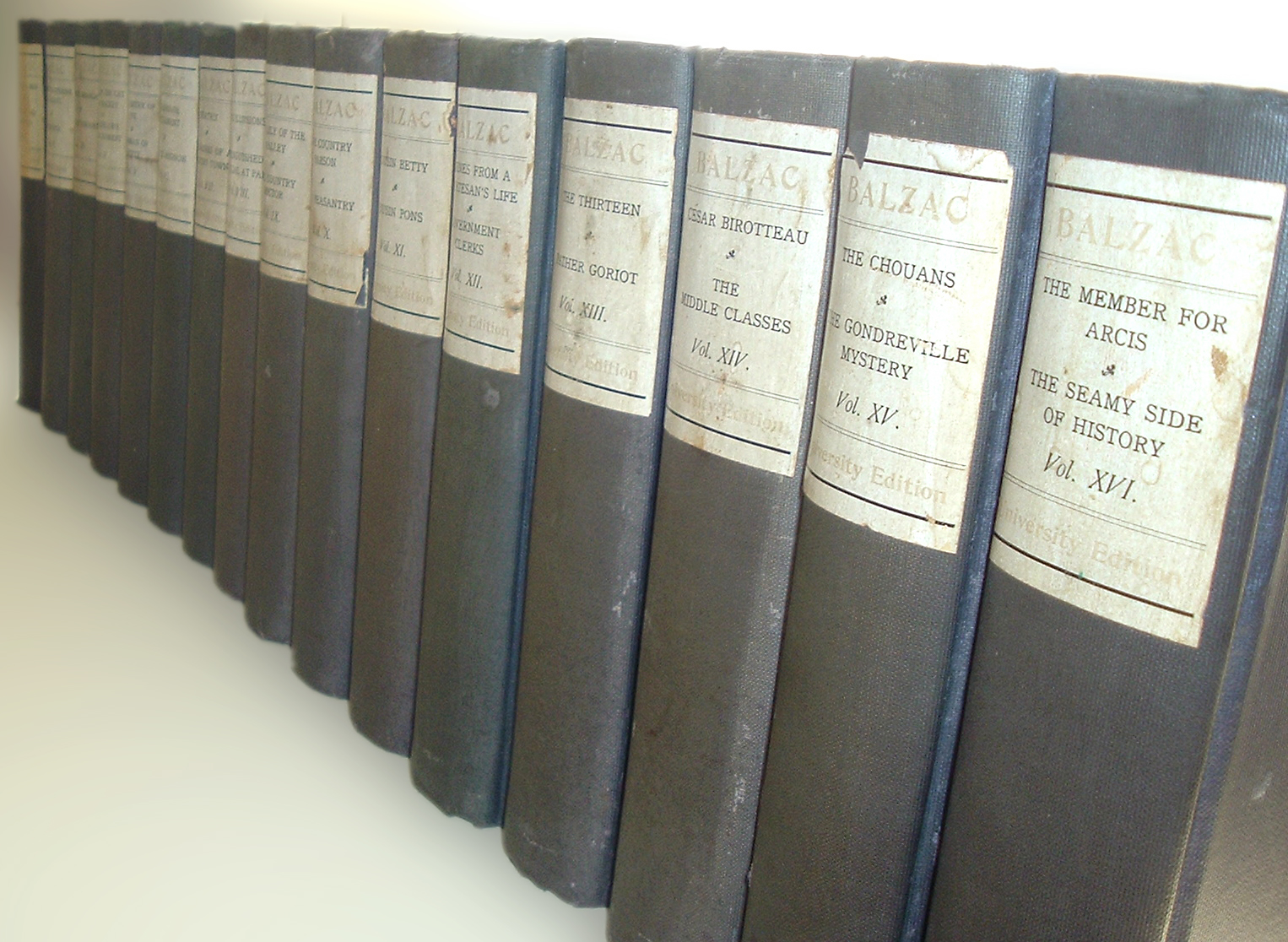
Видання творів Бальзака 1901 року, значну частину якого складає «Людська комедія»

«Людська комедія» (фр. La Comédie humaine) — багатотомна колекція пов'язаних між собою творів французького письменника Оноре де Бальзака, в яких в найрізноманітніших аспектах відображено французьке суспільство часів Реставрації та Липневої монархії.
«Людська комедія» складається з 91 завершеного твору (оповідання, повісті, романи та есе) й 46 незавершених творів, деякі з яких мали тільки назви. До «Людської комедії» не належать 5 п'єс Бальзака та збірка гумористичних оповідань. Зазвичай, назва творів вважається алюзією на «Божественну комедію» Данте. Водночас французький критик Фердинанд Брюнетьєр притримується думки, що назва збірки взята з віршів Альфреда Мюссе або Альфреда де Віньї. Бальзак прагнув досягти розмаху Данте, однак назва вказує на те, що його твори присвячені життю людей в традиціях реалістичної літератури. Дія творів відбувається у різних місцях, водночас персонажі одних творів з'являються в інших, зв'язуючи їх між собою.
Передмова до «Людської комедії» стала літературним маніфестом реалізму.

## Створення
La Comédie humaine виникла в результаті повільної еволюції. Спочатку Бальзак писав без загального плану — «Шуани» були історичним романом, «Психологія шлюбу» аналітичним твором тощо. Але у 1830 Бальзак почав групувати свої твори («Гобсек», «Сарацинка») в цикл під заголовком «Сцени приватного життя».
У 1833, після публікації «Євгенія Гранде», у Бальзака виникла ідея другого циклу під назвою «Сцени провінційного життя». Мабуть, саме тоді у нього виникла думка повторно уводити своїх персонажів в інших романах. «Батько Горіо» став першим романом, в якому така техніка була використана.
В листі до Ганської у 1834 Бальзак повідомляв, що вирішив упорядкувати свої твори по-новому в три ширші групи, що дозволило б йому включити в збірку «Психологію шлюбу», а також виокремити найфантастичніші метафізичні твори, такі як «Шагренева шкіра» та «Луї Ламбер» в окрему «філософську секцію». Таким чином сформувалися розділи:
- Дослідження моралі XIX століття, куди увійшли «Сцени … життя»
- Філософські дослідження
- Аналітичні дослідження, куди увійшла «Психологія шлюбу»

Далі в своєму листі Бальзак писав, що «Дослідження моралі» зосередяться на суспільних явищах й покажуть людей різних статей, суспільних класів, віку й професій, тоді як «Філософські дослідження» вивчатимуть причини цих явищ. Нарешті, третя «аналітична» частина буде присвячена принципам, які лежать в основі цих явищ. Бальзак пояснював, що тоді як персонажі першої частини будуть типовими особистостями, персонажі другої частини повинні бути уособленими типами.
До 1836 «Дослідження моралі» було поділено на шість частин:
- Сцени приватного життя;
- Сцени провінційного життя;
- Сцени паризького життя;
- Сцени політичного життя;
- Сцени військового життя;
- Сцени сільського життя.

Частини «Людської комедії» написано було окремо, пізніше Бальзак вирішив об'єднати їх у грандіозну епопею. Деякі твори він переробив, деякі залишив без змін. В епопеї є ключові твори, які визначають позиції автора щодо проблем сучасності. Це повість «Гобсек», в якій Бальзак розкриває «владу золота» як руйнівної сили, яка спотворює людські душі, стає таємною силою, яка править людьми. Це роман «Батько Горіо», в якому розкривається сутність буржуазних стосунків: все продається, все купується, навіть любов до дітей та батьків, а коли батьки не мають чим платити, вони стають непотрібними. У цьому романі Бальзак показує, що «влада золота» руйнує споконвічні зв'язки, природні зв'язки.
У 1839 в листі до видавця Бальзак уперше вжив фразу «людська комедія», і саме ця назва фігурувала в контракті, укладеному в 1841. Публікація «Людської комедії» в 1842 почалася з важливої передмови (avant-propos), в якій описувалися головні принципи загальної структури циклу.
Бальзак не встиг завершити задумане. У 1845 він склав повний каталог циклу, куди входили вже розпочаті твори і тільки сплановані. Іноді Бальзак міняв план і переводив твір з одного розділу в інший; хоча про Оноре де Бальзака можна сказати так, як М.Чернявський про Б.Грінченка: «Він більше працював ніж жив», — а сам письменник визначив: «Головні події мого життя — це мої твори», — він аж ніяк не був подібним до такого собі «ченця в літературі», кабінетного самітника: стежив за політичними подіями, читав і перечитував багато книжок, зустрічався з друзями, серед яких були Віктор Гюго, Жорж Санд, Гайнріх Гайне і Ференц Ліст.